# Lapç
Laps és un municipi francès situat al departament del Puèi Domat i a la regió d'Alvèrnia-Roine-Alps. L'any 2007 tenia 535 habitants.

## Demografia

### Població
El 2007 la població de fet de Laps era de 535 persones. Hi havia 204 famílies de les quals 44 eren unipersonals (32 homes vivint sols i 12 dones vivint soles), 68 parelles sense fills, 72 parelles amb fills i 20 famílies monoparentals amb fills.
La població ha evolucionat segons el següent gràfic:
Habitants censats

### Habitatges
El 2007 hi havia 227 habitatges, 206 eren l'habitatge principal de la família, 3 eren segones residències i 19 estaven desocupats. 222 eren cases i 5 eren apartaments. Dels 206 habitatges principals, 180 estaven ocupats pels seus propietaris, 20 estaven llogats i ocupats pels llogaters i 6 estaven cedits a títol gratuït; 2 tenien una cambra, 6 en tenien dues, 20 en tenien tres, 69 en tenien quatre i 108 en tenien cinc o més. 167 habitatges disposaven pel capbaix d'una plaça de pàrquing. A 73 habitatges hi havia un automòbil i a 127 n'hi havia dos o més.

### Piràmide de població
La piràmide de població per edats i sexe el 2009 era:
| Homes | Edats   | Dones |
| ----- | ------- | ----- |
| 0     | 95 o +  | 0     |
| 0     | 90 a 94 | 0     |
| 4     | 85 a 89 | 4     |
| 0     | 80 a 84 | 4     |
| 8     | 75 a 79 | 16    |
| 8     | 70 a 74 | 20    |
| 8     | 65 a 69 | 4     |
| 8     | 60 a 64 | 4     |
| 16    | 55 a 59 | 12    |
| 16    | 50 a 54 | 28    |
| 24    | 45 a 49 | 32    |
| 24    | 40 a 44 | 16    |
| 4     | 35 a 39 | 16    |
| 16    | 30 a 34 | 8     |
| 8     | 25 a 29 | 12    |
| 12    | 20 a 24 | 16    |
| 12    | 15 a 19 | 8     |
| 24    | 10 a 14 | 44    |
| 28    | 5 a 9   | 12    |
| 4     | 0 a 4   | 4     |

## Economia
El 2007 la població en edat de treballar era de 341 persones, 252 eren actives i 89 eren inactives. De les 252 persones actives 242 estaven ocupades (132 homes i 110 dones) i 10 estaven aturades (6 homes i 4 dones). De les 89 persones inactives 30 estaven jubilades, 30 estaven estudiant i 29 estaven classificades com a «altres inactius».

### Ingressos
El 2009 a Laps hi havia 219 unitats fiscals que integraven 529,5 persones, la mediana anual d'ingressos fiscals per persona era de 19.808 €.

### Activitats econòmiques
Dels 13 establiments que hi havia el 2007, 3 eren d'empreses de construcció, 7 d'empreses de comerç i reparació d'automòbils, 1 d'una empresa d'hostatgeria i restauració i 2 d'empreses de serveis.
L'únic servei als particulars que hi havia el 2009 era una lampisteria.
L'únic establiment comercial que hi havia el 2009 era una fleca.
L'any 2000 a Laps hi havia 12 explotacions agrícoles que ocupaven un total de 749 hectàrees.

## Equipaments sanitaris i escolars
El 2009 hi havia una escola elemental.

## Poblacions més properes
El següent diagrama mostra les poblacions més properes.